# Gʻulomjon Abdullayev
Gʻulomjon Abdullayev (Urgench, 11 de noviembre de 1998) es un deportista uzbeko que compite en lucha libre. Participó en dos Juegos Olímpicos de Verano en los años 2020 y 2024, obteniendo una medalla de bronce en París 2024 en la categoría de 57 kg.

## Palmarés internacional
| Juegos Olímpicos | Juegos Olímpicos | Juegos Olímpicos  | Juegos Olímpicos |
| Año              | Lugar            | Medalla           | Categoría        |
| ---------------- | ---------------- | ----------------- | ---------------- |
| 2024             | París (Francia)  | Medalla de bronce | 57 kg            |